# Подеста, Россана
Росса́на Подеста́ (итал. Rossana Podestà; 20 июня 1934 года — 10 декабря 2013 года) — итальянская актриса.

## Биография
Родилась в Триполи, в Ливии, в то время итальянской колонии. После Второй мировой войны вместе с родителями переехала в Рим.
В кино наиболее известна по роли Елены в фильме «Елена Троянская» (1956). На эту роль также претендовали Лана Тёрнер, Элизабет Тейлор и другие знаменитые актрисы, но режиссёр Роберт Уайз выбрал на эту роль именно Россану, которая была почти неизвестна за пределами Италии. Россана не владела английским языком, поэтому вынуждена была заучивать свою роль по звучанию.
Она продолжала много сниматься в романтических фильмах и мелодрамах в 1960-х и 1970-х годах, а в 1985 году окончательно оставила кинематограф. Россана жила в городке Дубино в итальянской провинции Сондрио. С 1953 по 1976 была женой итальянского актёра и режиссёра Марко Викарио (итал. Marco Vicario). В 1981 году вышла замуж за знаменитого альпиниста и журналиста Вальтера Бонатти, умершего 13 сентября 2011 года.

## Фильмография
- 1951 — Завтра будет другой день / Domani è un altro giorno — Стефания
- 1951 — Восстание 7 карликов / I sette nani alla riscossa — Белоснежка
- 1951 — Полицейские и воры / Guardie e ladri — дочь Боттони
- 1952 — Ангелы района / Gli angeli del quartiere — Лиза
- 1952 — Я, Гамлет / Io, Amleto
- 1952 — Дон Лоренцо / Don Lorenzo — Луиза
- 1952 — Да здравствует кино! / Viva il cinema! — Мариса
- 1953 — Первосортная девушка / Fanciulle di lusso — Перейра
- 1953 — Прощай, сын мой! / Addio, figlio mio! — Эльза
- 1953 — Сеть / La red — Россана
- 1953 — Да здравствует журнал! / Viva la rivista!
- 1953 — Голос тишины / La voce del silenzio
- 1954 — Приключения Одиссея / Ulisse — Навсикая
- 1955 — Девушки из Сан-Фредиано / Le ragazze di San Frediano — Тоска
- 1955 — Не шути с женщинами / Non scherzare con le donne
- 1955 — Песни всей Италии / Canzoni di tutta Italia
- 1956 — Елена Троянская / Helen of Troy — Елена Троянская
- 1956 — Запрещённый пляж / Playa prohibida — Изабелла
- 1956 — Сантьяго / Santiago — донна Изабелла
- 1958 — Бигорн, капрал Франции / La bigorne — Бет
- 1958 — Меч и крест / La spada e la croce — Марта
- 1958 — Стакан виски / Un vaso de whisky — Мария
- 1958 — Холодный ветер в Эдеме / Raw Wind in Eden — Констанца Варна
- 1959 — Остров на краю света / L'île du bout du monde — Катерина
- 1960 — Ярость варваров / La furia dei barbari — Леонора
- 1961 — Римская рабыня / La schiava di Roma — Антея
- 1962 — Один против Рима / Solo contro Roma — Фабиола
- 1962 — Золотая стрела / La freccia d’oro — Джамила
- 1962 — Содом и Гоморра / Sodom and Gomorrah — Шуа
- 1963 — Нюрнбергская дева / La vergine di Norimberga — Мэри Хантер
- 1964 — Голые часы / Le ore nude — Карла
- 1964 — ФБР. Операция Баальбек / F.B.I. operazione Baalbeck — Изабель Мур
- 1965 — Семеро золотых мужчин / 7 uomini d’oro — Джорджия
- 1966 — Семь золотых мужчин наносят ответный удар / Il grande colpo dei 7 uomini d’oro — Джорджия
- 1970 — Женатый священник / Il prete sposato — Сильвия
- 1971 — Человек эротичный / Homo Eroticus
- 1972 — Перелётная птица / L’uccello migratore — Делия Бенетти
- 1973 — Паоло горячий / Paolo il caldo — Лилия
- 1975 — Папенькин сынок / Il gatto mammone — Розалия
- 1975 — Улыбка, пощёчина, поцелуй в губы / Un sorriso, uno schiaffo, un bacio in bocca
- 1977 — Хлеб, масло и варенье / Pane, burro e marmellata. / Симона
- 1977 — Кровать на площади / Il letto in piazza — Серена
- 1980 — Воскресные любовники / Les séducteurs — Клара
- 1980 — Спокойные деревенские женщины / Tranquille donne di campagna — Анна Мальдини
- 1983 — Геркулес / Hercules — Гера
- 1985 — Скрытые секреты / Segreti segreti — Мария, мать Розы